# Abílio Brandão
Abílio Antônio Gonçalves Brandão (ur. 15 października 1909, zm. 24 sierpnia 1971) – portugalski strzelec, olimpijczyk.
Wystąpił na Letnich Igrzyskach Olimpijskich 1948 w jednej konkurencji, którą był karabin małokalibrowy leżąc z 50 m. Zajął w niej 57. pozycję. 

## Wyniki

### Igrzyska olimpijskie
| Igrzyska    | Konkurencja                       | Wynik                        | Miejsce | Źródło |
| ----------- | --------------------------------- | ---------------------------- | ------- | ------ |
| Londyn 1948 | Karabin małokalibrowy leżąc, 50 m | 576 pkt. (94–99–92–96–97–98) | 57      | [ 2 ]  |